# José Ferreira Pestana
José Ferreira Pestana (São Pedro, Funchal, 26 de Março de 1795 – Lisboa, 12 de Junho de 1885) foi um militar, político e administrador colonial madeirense, professor da Universidade de Coimbra. Deputado às Cortes e Par do Reino, foi governador civil do Distrito de Vila Real (1835–1836) e do Distrito de Coimbra (1836) e exerceu por duas vezes o cargo de Governador do Estado da Índia (1844–1851 e 1864–1870). Exerceu também as funções Ministro da Marinha e do Ultramar (1841–1842) e de Ministro do Reino (1851).

## Biografia
José Ferreira Pestana era filho de Manuel Ferreira Pestana, capitão-mor da Ribeira Brava, e de sua esposa D. Ana Teresa Soares. Concluiu no Funchal os estudos preparatórios e assentou praça no Batalhão de Artilharia daquela cidade, seguindo em 1816 para Coimbra, onde se matriculou nas Faculdades de Filosofia e Matemática da Universidade.
A vida académica de Ferreira Pestana na Universidade de Coimbra revelou um estudante brilhante, o que lhe mereceram ser proposto pela respectiva congregação universitária para receber gratuitamente os graus de licenciado e de doutor. Obteve o grau de bacharel em Matemática a 7 de Junho de 1819, o de licenciado a 7 de Julho de 1820 e o de doutor pela Faculdade de Matemática a 3 de Julho desse mesmo ano de 1820.
Em Março de 1821 regressou à sua Madeira natal, onde permaneceu até 1823, regendo a cadeira de Aritmética, Geometria e Trigonometria que então existia no Funchal. Pretendendo seguir uma carreira na docência universitária, regressou a Coimbra, a fim de desempenhar o cargo de ajudante do Observatório Astronómico de Coimbra, que exerceria de 1823 a 1828, e de se preparar para o concurso ao magistério da Universidade. Em 1827 foi por concurso nomeado lente substituto de Foronomia, mas lutas civis que conduziram à Guerra Civil Portuguesa (1828–1834) levaram-no a interromper a carreira académica e a abandonar Coimbra.
Entretanto, casou em 1824, na Sé do Funchal, com Matilde Eufémia Lecor, filha do brigadeiro Jorge Frederico Lecor e sobrinha de Carlos Frederico Lecor, visconde de Laguna e Grande do Império.
Mantendo-se na carreira militar que iniciara em 1815, ingressou no Batalhão Académico, no qual tinha o posto de segundo-tenente de Artilharia quando em 1828 participou no levantamento liberal que conduziu à Belfastada. Não conseguindo abandonar a tempo a cidade do Porto, a 6 de Junho daquele ano foi aprisionado e conduzido à Cadeia da Relação do Porto, onde ficou a aguardar julgamento.
Envolvido nas malhas da alçada que ali mandou José António de Oliveira Leite de Barros, conde de Basto, Ministro da Justiça do governo de D. Miguel I de Portugal, foi condenado à morte por sentença de 9 de Abril de 1829, mas teve a sentença comutada a degredo perpétuo em Angola, com a aplicação da pena de morte se porventura tentasse voltar a Portugal. Pela mesma sentença foram condenados à pena de morte por enforcamento 10 companheiros de prisão, sendo José Ferreira Pestana, obrigado, por determinação dos juízes da alçada, a assistir na Praça Nova do Porto (actual Praça da Liberdade) à execução dos condenados, o que ocorreu no dia 9 de Maio de 1829. Nesse acto, Ferreira Pestana foi vestido com a alva de sentenciado e com a corda ao pescoço, deu três voltas em redor da forca e assistiu à morte dos 10 companheiros de armas. Conta uma testemunha do tempo que, não querendo Ferreira Pestana presenciar o horrível espectáculo da execução, baixara a cabeça e cerrara as pálpebras, mas que um dos ajudantes do carrasco lhe descarregou uma violenta bofetada e o obrigou a olhar para o cadafalso.
A comutação da sentença de enforcamento de José Ferreira Pestana, que assim se salvou da sorte que se abateu sobre o seu patrício e amigo Dr. José Martiniano da Fonseca e os outros condenados, deveu-se à dedicação e influência da sua esposa Matilde Eufémia Lecor, que se apresentou em Lisboa a implorar a clemência do rei e dos seus ministros em favor do marido. Apesar de não ter conseguido ser recebida por D. Miguel, conseguiu que a infanta D. Maria da Assunção de Bragança, irmã do rei, a acolhesse benignamente e por sua intervenção obter cartas de recomendação para os juízes da alçada. Uns a receberam com benevolência, mas outros se encheram de indignação, dizendo-lhe que o marido era um grande "malhado", digno da mais severa punição. Não foram, porém, inúteis os seus esforços, pois que a sentença condenatória foi comutada. A dedicada esposa acompanhou o marido nas voltas dadas em torno do patíbulo e acompanhou-o depois para o exílio.
Depois da execução dos seus companheiros, recolheu à Cadeia da Relação do Porto, sendo pouco depois enviado para Lisboa, onde deu entrada nas enxovias do Forte de São Julião da Barra para ali aguardar transporte para Angola. Permaneceu naquela prisão algum tempo, sofrendo fome e sede e os horrores que o brigadeiro Teles Jordão, comandante da fortaleza, infligia aos prisioneiros daquelas masmorras. Saiu de Lisboa em direcção a Luanda, onde chegou em Novembro de 1829 para cumprir a pena de degredo perpétuo a que fora condenado pela alçada do Porto.
Após mais de um ano em Angola, com outros deportados políticos, consegue fretar clandestinamente um navio, que apesar dos riscos de aprisionamento e enforcamento imediato que corriam, os conduziu à cidade do Rio de Janeiro, onde chegou em princípios de 1831. Na então capital do Brasil, para granjear meios de subsistência, estabeleceu um colégio de que foi director, conseguindo boa aceitação, o que lhe permitiu algum desafogo. Manteve-se no Rio de Janeiro até à queda de Lisboa nas mãos do liberais, partindo para aquela cidade em princípios de 1834, quando já estava consolidado o governo liberal.
Chegado a Lisboa, retomou o seu lugar no Exército e na Universidade de Coimbra, na qual foi nomeado, por decreto de 14 de Julho de 1834, lente substituto da cadeira de Cálculo da Faculdade de Matemática. Reiniciava assim a carreira interrompida pela Guerra Civil, embora depois se dedicasse essencialmente à política, apenas ensinando por períodos limitados.
Entretanto, achando-se ainda no Rio de Janeiro, nas eleições gerais de Julho de 1834 foi eleito deputado à Cortes pelo círculo eleitoral da Província da Estremadura, tendo prestado juramento a 23 de Agosto daquele ano. Integrou as comissões parlamentares de Fazenda, Marinha e Estatística, tendo uma participação discreta nos trabalhos parlamentares, apenas se destacando com a apresentação de uma proposta de Lei visando reorganizar a divisão territorial para fins estatísticos.
A 9 de Dezembro de 1835 foi nomeado governador civil do distrito de Vila Real, cargo que exerceu até 12 de Maio de 1836, data em que foi transferido para o mesmo cargo, mas no distrito de Coimbra. Nas eleições gerais de Julho de 1836, apesar de ainda exercer as funções de governador civil de Coimbra, foi eleito deputado pelo círculo da Madeira, mas não chegou a tomar posse por entretanto ter ocorrido a Revolução de Setembro, em consequência da qual foi também demitido do lugar de governador civil por decreto de 19 de Setembro daquele ano de 1836 por não estar de acordo com q nova ordem setembrista.
Nas eleições gerais constituintes de 20 de Novembro de 1836, voltou a ser eleito pelo círculo da Madeira para a legislatura de 1837 a 1838, mas assumindo-se como adversário do setembrismo, renunciou ao seu lugar na Assembleia Constituinte, regressando ao seu lugar de professor em Coimbra, sendo então nomeado lente substituto da cadeira de Geometria Analítica, funções que ocupou até 1840.
Voltou ao Parlamento nas eleições gerais de 12 de Agosto de 1838, eleito nas listas da oposição pelos círculos de Coimbra e da Madeira. Optando por representar a Madeira, prestou juramento a 8 de Janeiro de 1839. Nesta legislatura foi membro das comissões parlamentares de Estatística, Ultramar e Marinha, tendo uma postura mais activa e retomando o projecto de revisão da estrutura administrativa do território. Em 1840 foi nomeado lente efectivo de Cálculo Diferencial e de Geometria Analítica da Faculdade de Matemática da Universidade de Coimbra.
Manteve-se no Parlamento na legislatura seguinte (1840 a 1842), novamente eleito pela Madeira nas eleições gerais de 22 de Março de 1840, mas agora nas listas da maioria, prestando juramento a 5 de Junho de 1840. Nesse mesmo dia foi eleito vice-presidente da Câmara dos Deputados, exercendo mesmo o cargo de presidente por um período alargado por impedimento do presidente João de Sousa Pinto de Magalhães (1780–1865). Membro das comissões de Fazenda e de Marinha, coube-lhe defender o orçamento (Lei de Meios) de 1841.
A 9 de Junho de 1841 foi nomeado Ministro da Marinha e do Ultramar do governo presidido por Joaquim António de Aguiar. Em Agosto desse mesmo ano recebeu a Carta de Conselho e foi promovido a primeiro tenente de artilharia. Como ministro, defendeu no Senado a criação do Conselho Ultramarino, objectivo que conseguiu. Não concordando com o pronunciamento cabralista do ocorrido no Porto, demitiu-se a 7 de Fevereiro de 1842, nas vésperas do golpe de estado que poria fim à vigência da Constituição portuguesa de 1838.
Não aderindo ao cabralismo, não foi eleito nas eleições de 1842, regressando à Universidade. Aí permaneceu até que a 22 de Maio de 1844 tomou posse como governador-geral do Estado da Índia, cargo que desempenharia por duas vezes, revelando não somente qualidades de um verdadeiro homem de governo, mas ainda os seus eminentes dotes de carácter, sobretudo pela imparcialidade e justiça com que sabia moldar todos os actos da sua administração, num tempo em que ainda estavam muito vivas as tradições dos vice-reis e as honrarias e privilégios de que estes gozavam. Apesar de já extinto o lugar, ficou José Ferreira Pestana geralmente conhecido por "vice-rei da Índia".
No seu primeiro mandato como governador-geral do Estado da Índia, que se prolongou por sete anos, de 1844 a 1851, exerceu um governo produtivo, com melhoramentos no campo das obras públicas, saneamento e higiene. Também debelou um levantamento militar, resultado das crescentes rivalidades entre militares goeses e europeus. Uma das situações mais complicadas do mandato surgiu quando em 1844, na fronteira norte de Goa, em território sob jurisdição britânica, a tribo Fondus de Saunto-Varim se rebelou contra o domínio britânico, numa insurreição que foi sufocada depois duma renhida luta de prolongados meses e em que as tropas britânicas sofreram grandes revezes. Um número considerável de revoltosos e suas famílias refugiaram-se no território do Estado da Índia, depondo as armas e pedindo a protecção portuguesa. As reclamações e as exigências do governador de Bombaim e do governador-geral de Calcutá, pedindo a entrega dos insurrectos, foram enérgicas e cheias de ameaças, mas Ferreira Pestana, ao abrigo do direito das gentes e impulsionado pelos mais justos e elementares sentimentos de humanidade recusou terminantemente essa entrega. As negociações duraram alguns meses, desembocando no envio de tropas britânicas para a fronteira do Estado da Índia e de um navio de guerra inglês para o porto de Goa, onde ancorou com as portinholas abertas e as peças apontadas para o palácio do governador. No entretanto chegou a Goa o coronel James Outram e em nome do governador-geral da Índia Britânica exigiu a entrega imediata dos refugiados. Ferreira Pestana limitou-se a responder que não entregaria os insurrectos que se tinham acolhido à sombra da bandeira portuguesa e que ao serem aprisionados e conduzidos pela força ao território inglês, iria entre eles o governador e representante de Portugal, salientando e pondo deste modo em grande relevo a violência que o governo geral da Índia pretendia praticar. Esta firmeza permitiu uma solução negociada, que se traduziu no embarque dos refugiados no navio britânico e o seu transporte para Timor Português onde ficaram desterrados algumas centenas de rebeldes (incluindo famílias inteiras).
Regressado a Lisboa em 1851, em plena Regeneração, foi novamente eleito deputado pelo círculo do Funchal nas eleições gerais de Novembro daquele ano. Permaneceu no Parlamento durante legislatura de 1851 a 1852, prestando juramento a 17 de Maio de 1851. A 22 de Maio de 1851 tomou posse como Ministro do Reino de um governo presidido pelo Marechal Saldanha, mas profundas divergências levaram à sua exoneração na remodelação governamental que ocorreu a 7 de Julho daquele ano. Esta saída intempestiva levou a Ferreira Pestana a declarar que jamais aceitaria funções governativas, o que manteve apesar de ter sido convidado por diversas vezes. Regressado às Cortes, fez parte da comissão da Guerra e da comissão especial criada para acompanhar a elaboração do Acto Adicional à constituição. Não descurou contudo a representação do seu círculo, apresentando diversas propostas em defesa dos interesses madeirenses. A 23 de Novembro de 1851 foi nomeado vogal do Conselho Ultramarino.
Tendo aderido ao progressismo de centro-esquerda, foi de novo eleito deputado pelo círculo do Funchal nas eleições gerais de 12 de Dezembro de 1852, para a legislatura de 1853–1856, prestando juramento a 27 de Abril de 1853, naquele que seria o seu último mandato como deputado às Cortes. Foi presidente da comissão parlamentar do Ultramar e membro das comissões de Marinha, Militar e de Resposta ao Discurso da Coroa. Naquelas funções trabalhou num projecto de Lei delimitando as competências dos governadores das províncias ultramarinas. Neste mandato também apresentou diversos projectos favorecendo interesses da Madeira.
Terminada a legislatura regressou à sua actividade como professor na Universidade de Coimbra, funções que exercia quando, por carta régia de 30 de Dezembro de 1862, foi elevado a Par do Reino, tomando posse na Câmara Alta a 12 de Janeiro de 1863. A sua acção no Senado não foi muito sentida já que a 18 de Agosto de 1864 foi novamente nomeado governador-geral do Estado da Índia, partindo de imediato para Goa.
Chegado a Goa, manteve como secretário-geral Joaquim Heliodoro da Cunha Rivara, que acompanhara o seu antecessor e já demonstrara excepcional competência no cargo. Em 1865 foi promovido a tenente-coronel de artilharia e recusou o título de visconde de Nova Goa que lhe foi oferecido. Durante o seu mandato teve de enfrentar as consequências da Revolta dos Cipaios que convulsionava o vizinho Raj Britânico. O mandato como governador-geral terminou em 1870, quando perante nova revolta militar ente as tropas goesas, tentava negociar uma solução de compromisso e foi desautorizado pelo governo português, que nomeou o visconde de São Januário para o substituir. Regressou então a Lisboa, deixando descendência em Goa.
Em Lisboa foi pouco assíduo nas suas funções de membro do Senado, apenas exercendo as funções do pariato quando estavam em causa questões referentes às colónias.
O conselheiro José Ferreira Pestana, que se reformara em 1875 no posto de general, morreu em Lisboa a 12 de Junho de 1885, com noventa anos de idade completos.
Foi condecorado com as comendas da Ordem de Nossa Senhora da Conceição de Vila Viçosa e da Ordem de Avis. Foi também elevado a fidalgo da Casa Real.